# El Capulín, Texcatepec
El Capulín är en ort i Mexiko.   Den ligger i kommunen Texcatepec och delstaten Veracruz, i den sydöstra delen av landet, 150 km nordost om huvudstaden Mexico City. El Capulín ligger 1 747 meter över havet och antalet invånare är 106.
Terrängen runt El Capulín är bergig norrut, men söderut är den kuperad. El Capulín ligger uppe på en höjd. Runt El Capulín är det ganska glesbefolkat, med 36 invånare per kvadratkilometer. Närmaste större samhälle är Tlachichilco, 18,4 km öster om El Capulín. I omgivningarna runt El Capulín växer i huvudsak städsegrön lövskog.